# 상해의 동시범
상해의 동시범(傷害－同時犯)에 대한 설명이다.
동시상해의 경우에는 동시범에 대한 특례가 있다. 즉 독립행위가 경합하여 상해의 결과를 발생하게 한 경우에 있어서 원인된 행위가 판명되지 아니한 때에는 공동정범의 예에 의한다(263조). 이것은 입증의 곤란을 구제하기 위한 정책적인 특례이며 형법 19조(독립행위의 경합)에 대한 유일한 예외이다. 이 규정은 절차법상으로는 상해의 결과 발생에 대한 입증책임을 피고인에게 전환시키는 것이고,실체법상으로는 공동정범의 범위를 확장시키는 일종의 의제(擬制)를 정한 것이다.